# Хімена Наваррете
Хімена Наваррете Росете (ісп. Ximena Navarrete; нар. 22 лютого 1988, Гвадалахара) — мексиканська модель, переможниця конкурсів «Nuestra Belleza México 2009» та «Міс Всесвіт 2010».

## Особисте життя
Хімена народилася і проживає в місті Гвадалахара, столиці штату Халіско. Вона — донька стоматолога Карлоса Наваррете та Габріели Росети. У Хімени є молодша сестра, Маріана. Наваррете у модельному бізнесі з 16 років, вона також вивчала харчові технології в Universidad del Valle de Atemajac.

## Міс Мексика
Хімена Наваррете виграла конкурс Nuestra Belleza Jalisco 16 липня 2009 в своєму рідному місті, після цього вона перемогла у національному конкурсі Nuestra Belleza México, що проходив 16 вересня 2009 в Мериді (штат Юкатан). Наваррете друга учасниця з Халіско, після Карли Карільо, що перемогла в національному конкурсі.

### Міс Всесвіт 2010
23 серпня 2010, Хімена Наваррете стала Міс Всесвіт 2010. Вона стала другою мексиканкою, що перемогла на цьому конкурсі після Лупіти Джонс, що перемогла на конкурсі Міс Всесвіт 1991. Конкурс проходив у Лас-Вегасі, штат Невада.